# Кашина Тапела (Комо)
Кашина Тапела је насеље у Италији у округу Комо, региону Ломбардија.
Према процени из 2011. у насељу је живело 31 становника. Насеље се налази на надморској висини од 348 м.